# Frans Janssen (voetballer)
Frans Janssen (Groesbeek, 3 januari 1955) is een Nederlands oud-voetballer die als aanvaller speelde.
Janssen begon zijn loopbaan bij Germania waarmee hij in 1976 kampioen werd in de tweede klasse. In het seizoen 1976/77 speelde hij bij Willem II. Hij speelde als aanvaller tussen 1977 en 1992 voor N.E.C. samen met Henk Grim, die ook uit Groesbeek kwam. Naast voetballer was hij in die tijd ook werkzaam als dakdekker. Voor N.E.C. speelde hij 430 wedstrijden waarin hij 126 doelpunten maakte. Hierna werd hij trainer bij onder andere Groesbeekse Boys, SC Millingen, Germania en SVO '68. Met Millingen werd hij tweemaal kampioen en Germania bracht hij van de tweede klasse naar de Hoofdklasse. In 2004 ging hij zich op zijn eigen dakdekkers bedrijf richtten. Bij Janssen werd COPD geconstateerd en hij moest zijn bedrijf over doen aan zijn broer. Ook zijn zoon Dennis Janssen werd profvoetballer.